# Still (компания)
STILL GmbH — немецкая компания, один из крупнейших производителей вилочных погрузчиков в мире, со штаб-квартирой в городе Гамбург.

## История
Компания STILL GmbH была основана в 1920 году Хансом Штиллем в Гамбурге. В те времена фирма занималась ремонтом электродвигателей и изготовлением полуавтоматических агрегатов аварийной подачи электроэнергии. Начав своё существование с небольшой электротехнической мастерской, компания превратилась в одного из ведущих мировых производителей средств напольного транспорта и погрузочной техники.
- 1920 год — основание фирмы STILL GmbH
- 1949 год — презентация первого погрузчика
- 1989 год — покупка фирмы SAXBY (САКСБИ)
- 1997 год — покупка фирмы Wagner (Вагнер)
- 2001 год — пуск завода в Южной Америке

## Производственные центры компании в мире

STILL на выставке CEMAT 2008

В настоящее время STILL располагает несколькими производственными предприятиями. Основное производство электропогрузчиков и дизельных погрузчиков сосредоточено в Гамбурге, несколько заводов по выпуску складской техники расположены в городе Ройтлинген (пригород Миттельштадт, земля Баден-Вюртемберг) и во Франции, недалеко от Парижа. В 2001 году был пущен в строй ещё один завод в Южной Америке. С 2006 года компания STILL принадлежит Kion Group.
Погрузчики STILL поставляются в более 200 стран мира. В 2008 году мировая ассоциация производителей погрузчиков (FLTA Fork Lift Truck Association) присудила компании STILL премии в 7 номинациях среди производителей погрузчиков.

## Программа производства
Программа производства: электропогрузчики, автопогрузчик, электрические тележки для транспортировки поддонов, электроштабелеры с поводковым управлением, электротягачи, высотные штабелеры типа ричтраки «reach truck», высотные штабелеры с трехсторонней обработкой груза.

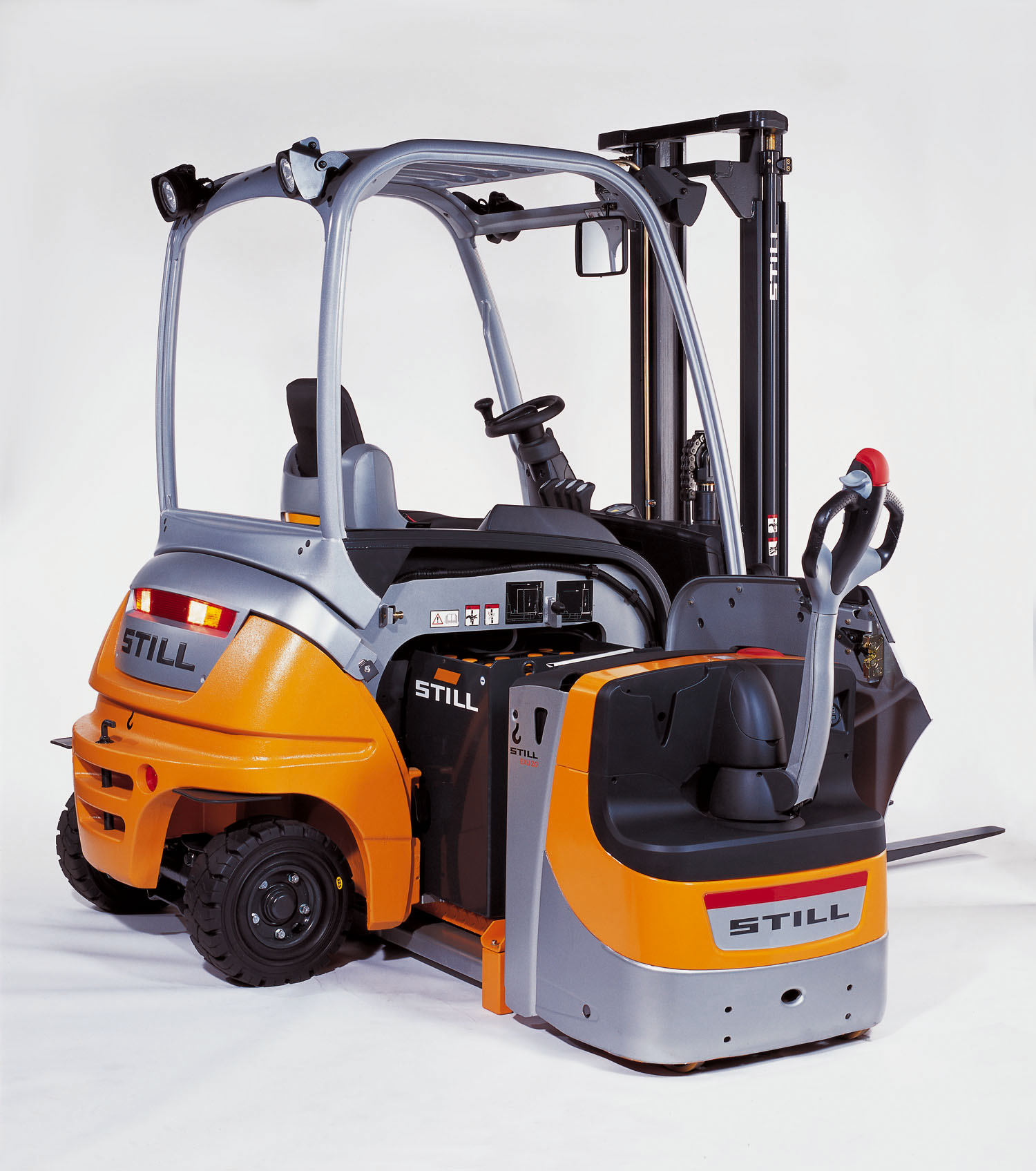
Автопогрузчик
Погрузчик будущего электропогрузчик RXX
Электротягач STILL CX-T
Высотный штабелер MX-X с трехсторонней обработкой груза